# Mormodes andreettae
Mormodes andreettae är en orkidéart som beskrevs av Dodson. Mormodes andreettae ingår i släktet Mormodes och familjen orkidéer.
Artens utbredningsområde är Ecuador. Inga underarter finns listade i Catalogue of Life.